# Lustrales
Se llamaban lustrales a las fiestas acompañadas de sacrificios expiatorios, instituida en Roma desde la época de Tulio Hostilio en 546 a. C.
El espacio de tiempo que transcurría de una fiesta a otra se llamaba lustro y era generalmente de cinco años. En estas fiestas el censor, acompañado del pontífice, de las vestales y de los magistrados, dirigía fervientes súplicas y votos a los dioses por la prosperidad y gloria de la república y purificaba al pueblo por medio de muchos actos expiatorios, sacrificios de una marrana, un cordero y un toro y aspersiones de agua de mar con ramas de olivo, de laurel y de verbena.